# Митрюк Наталія Іванівна
Ната́лія Іва́нівна Митрю́к (26 листопада 1959, Хуст) — українська спортсменка, гандболістка, заслужений майстер спорту СРСР, бронзова призерка Олімпіади 1988, чемпіонка світу 1982 і 1986, п'ятиразова переможниця Кубка європейських чемпіонів (1983, 1985—1988). Виступала в національних чемпіонатах СРСР, Югославії, України, Італії, США.

## Життєпис
Народилася 29 листопада 1959 року в Хусті. Навчалась у Хустській ЗОШ № 2, виступала за гандбольну команду школи. У складі збірної Хустського району стала чемпіонкою Закарпаття.
1975—1976 рр. — виступає за команду майстрів «Бактянка» Берегово.
У 1976 році переїхала в республіканський спортінтернат, переходить до клубу Спартак (Київ). Тренер — Ігор Турчин.
1977—1988 рр. — виступає за основу гандбольної команди «Спартак». 1978 р. — у складі збірної юніорської команди СРСР стала чемпіонкою світу й отримала звання «Майстер спорту міжнародного класу СРСР».
1979 року, в складі «Спартака» стала чемпіонкою колишнього Союзу РСР, володаркою Кубка європейських чемпіонів, чемпіонкою VII Спартакіади народів СРСР.
1982 та 1986 рр. — в складі жіночої збірної СРСР із гандболу стала дворазовою чемпіонкою світу.
В складі збірної СРСР на літніх Олімпійських ігор 1988 стала бронзовою призеркою. Зіграла чотири матчі як воротар.
Н. Митрюк у складі київського «Спартака» — триразова володарка Кубка європейських чемпіонів, турніру «Дружба», дворазова переможниця Спартакіади народів СРСР, дев'ятиразова чемпіонка колишнього Союзу (1978, 1980, 1982—1988), дворазова володарка Кубка СРСР та дворазова чемпіонка УРСР.
1989—1992 рр. — виступала за белградський клуб «Раднічкі». 1993—1997 рр. — повернулась до Києва в клуб «Спартак». Закінчила факультет журналістики Київського державного університету імені Т. Шевченка. Писала статті для «Спортивної газети». З 2003 працювала журналісткою газети «Новый свет» (Чикаго, США). Там же в 2007 р. грала за гандбольну команду «Чикаго-Інтер».
Після повернення в 2007 році до Києва працює заступником генерального директора медичної компанії «Юні-Мед».

## Титули
- Бронзова призерка Олімпіади 1988
- Чемпіонка світу 1982 і 1986
- П'ятиразова переможниця Кубка європейських чемпіонів (1983, 1985—1988)

Виступаючи в національних змаганнях різних країн стала володаркою наступних титулів:
- Дев'ятиразова чемпіонка СРСР (1978, 1980, 1982—1988)
- Бронзова призерка чемпіонату СРСР (1989)
- Володарка Кубка Югославії (1994)
- Володарка Кубка Італії (2001)
- Бронзова призерка чемпіонату Італії (2002)
- Срібна призерка чемпіонату України (1998—1999)
- Чемпіонка США і найкращий воротар США (2007)

## Урядові відзнаки
Нагороджена медаллю «За трудову відзнаку», Грамотою Президії Верховної ради УРСР.